# Moo-Young Han
Moo-Young Han (* 30. November 1934 in Seoul; † 15. Mai 2016 in Durham) war ein südkoreanischer Teilchenphysiker und Professor an der Duke University in North Carolina. Zusammen mit Yōichirō Nambu entwickelte er 1964 die Farbladungstheorie, veröffentlicht unter dem Namen  „SU(3)-Symmetrie der Quarks“. Diese ist ein wichtiger Grundpfeiler zum Verständnis der starken Kernkraft.

## Leben und Werdegang
Nach dem Koreakrieg emigrierte Han 1954 in die USA. Dort studierte am Carroll College in Waukesha, Wisconsin Elektroingenieurwesen. Danach ging er als Doktorand an die University of Rochester, wo er 1964 mit einer Arbeit über Symmetrieprinzipien in der Teilchenphysik bei George Sudarshan promoviert wurde. Nach drei Jahren als Postdoc an verschiedenen US-amerikanischen Universitäten wurde er 1967 Professor an der Duke University, wo er bis zu seiner Emeritierung blieb. Für seine Leistung als Lehrer erhielt er den Alumni Distinguished Undergraduate Teaching Award, die höchste derartige Auszeichnung seiner Universität. Han setzte sich außerdem stark für die Belange koreanischer Wissenschaftler in den USA ein und war u. a. Gründungsvorsitzender der Society of Korean-American Scholars und 1985–86 Präsident der Association of Korean Physicists in America. Für seinen Einsatz wurde er 1998 mit dem Global Korea Award ausgezeichnet.

## Werk
Hans wichtigster Beitrag zur theoretischen Physik war sein Vorschlag, für die erst kurz zuvor eingeführten und damals noch nicht nachgewiesenen Quarks eine neue Symmetrie und damit eine neue Eigenschaft (Quantenzahl) einzuführen. Damit ließ sich ein Widerspruch auflösen, der sich sonst für das Quarkmodell zwischen dem beobachteten Teilchenspektrum und dem Pauli-Prinzip ergab. Han und Nambu waren unabhängig voneinander zu ähnlichen Ergebnissen gekommen und veröffentlichten sie in einem gemeinsamen Artikel. Zusammen mit einem weiteren, unabhängig von beiden entwickelten Vorschlag von Oscar W. Greenberg war dies der Ausgangspunkt für die heutige Theorie der Farbladung.
Han verfasste mehrere Lehrbücher und populärwissenschaftliche Sachbücher, darunter
- Moo-Young Han: Quarks And Gluons. World Scientific, 1999, ISBN 978-981-02-3745-5 (englisch).,
- Moo-Young Han: A Story Of Light: A Short Introduction to Quantum Field Theory of Quarks and Leptons. World Scientific, 2004, ISBN 978-981-256-034-6 (englisch).
- Moo-Young Han: From Photons to Higgs: A Story of Light. World Scientific, 2014, ISBN 978-981-4583-86-2 (englisch).

und war Mitherausgeber von Nambu: A Foreteller of Modern Physics  (2014, World Scientific Series in 20th Century Physics, Vol. 43).